# John Landis
John Landis (Chicago, 3 d'agost de 1950) és un actor, director, escriptor i  productor de cinema estatunidenc. Tot i que és més conegut per les seves comèdies, Landis ha fet també diversos projectes relacionats amb el cinema de terror.

## Biografia
John Landis va néixer a Chicago, fill de Shirley Levine i Marshall David Landis, decorador d'interiors. Amb quatre anys es va mudar amb la seva família a Los Angeles.
La seva carrera cinematogràfica va començar quan era un adolescent, treballant com a noi dels encàrrecs a la 20th Century Fox. El seu treball més notable per aquella època va tenir lloc el 1969 quan va substituir l'assistent de director durant la gravació de Els herois de Kelly a Iugoslàvia. Mentre filmava va conèixer als actors Don Rickles i Donald Sutherland, que participarien després en les seves pròpies pel·lícules. Va restar un temps a Europa col·laborant en diverses pel·lícules.
El 1971, amb 21 anys, torna als Estats Units i fa el seu debut amb la paròdia de terror Schlock. Junt amb la seva següent pel·lícula The Kentucky Fried Chicken Movie (1977) van ser pel·lícules de baix pressupost i repercussió però que li van permetre rodar National Lampoon's Animal House que va aconseguir un gran èxit, permetent fer pel·lícules de més alt pressupost, com el clàssic de culte The Blues Brothers, superproducció musical amb els actors John Belushi i el seu pupil Dan Aykroyd, que fou molt ben rebuda pels seus xocs automobilístics i el seu homenatge al rhythm and blues. La va seguir An American Werewolf in London el 1981, una de les pel·lícules de terror amb millors efectes especials d'aquest any i convertida ja en un clàssic d'aquest gènere. En aquest film va intentar crear una cinta de monstres entre pop i tràgica, sense prescindir del tot de la comèdia knock-about o del catàleg d'èxits musicals.
Tot seguit va dirigir el notable vídeo musical Thriller (1983) de Michael Jackson, que va tenir un cost de dos milions de dòlars (el més alt de la història fins aquell moment) i amb el qual Michael Jackson va promocionar l'àlbum més venut de la història. Posteriorment va treballar amb el còmic Eddie Murphy a Joc de murris (1983), Coming to America (1988) i Beverly Hills Cop III (1994). A més d'aquests projectes, va realitzar una sèrie de cintes satisfactòries, tot i que no sempre ben valorades. Es tracta de comèdies dinàmiques, plenes d'actuacions especials de directors amics: Into the Night (1985), Spies Like Us (1985), Els Tres Amigos (1986) i Oscar (1991).
En els anys noranta, Landis va repetir amb poca fortuna alguns dels seus èxits. Més tard, després de una pausa, va tornar a la direcció amb Slasher, un inesperat documental sobre un venedor d'automòbils usats (2004).

## Filmografia
- Schlock (1976)
- The Kentucky Fried Movie (1977)
- National Lampoon's Animal House (1978)
- The Blues Brothers (1980)
- Un home llop americà a Londres (1981)
- Joc de murris (1983)
- Spies Like Us (1985)
- Into the Night (1985)
- Els Tres Amigos (1986)
- Coming to America (1988)
- Oscar (1991)
- Sang fresca (1992)
- Beverly Hills Cop III (1994)
- Els estúpids (1996)
- El pla de la Susan (1998)
- Diamants (Diamonds) (1999)
- Blues Brothers 2000 (1998)

Codirigides:
- Amazon Women on the Moon (1987)
- Twilight Zone: The Movie (1983)